# Dynamite Allen
Dynamite Allen er en amerikansk stumfilm fra 1921 af Dell Henderson.

## Medvirkende
- George Walsh som Dynamite Allen
- Edna Murphy som Betty Reed
- Dorothy Allen som Jenny Allen
- Carola Parsons som Sue Bennett
- Byron Douglas som Bull Snide
- Jack Baston som Howard Morton